# Canthyloscelis pectipennis
Canthyloscelis pectipennis är en tvåvingeart som beskrevs av Edwards 1930. Canthyloscelis pectipennis ingår i släktet Canthyloscelis och familjen reliktmyggor. Inga underarter finns listade i Catalogue of Life.